# Sinnai
Sinnai – miejscowość i gmina we Włoszech, w regionie Sardynia, w prowincji Cagliari.
Według danych na rok 2021 gminę zamieszkiwało 17 301 osób, 77,27 os./km². Graniczy z Burcei, Castiadas, Dolianova, Maracalagonis, Quartucciu, San Vito, Settimo San Pietro, Soleminis, Villasalto i Villasimius.